# Dicerateri
Els dicerateris (Diceratherium) són un gènere extint de mamífers perissodàctils de la família dels rinoceronts (Rhinocerotidae) que tingueren una distribució holàrtica entre l'Oligocè inferior i el Miocè superior. Se n'han trobat restes fòssils al Canadà, els Estats Units, França, Portugal, Suïssa i la Xina. Foren els primers rinocerotoïdeus a desenvolupar banyes. Pesaven aproximadament una tona. Les espècies mitjanes atenyien uns 236 cm de llargada de cap a gropa i 121 cm d'alçada a la creu, mentre que les grosses tenien unes dimensions un 30% més grans. El nom genèric Diceratherium significa 'bèstia de dues banyes'.